# Campeonato Mundial de Patinaje Artístico sobre Hielo de 1982
El LXXII  Campeonato Mundial de Patinaje Artístico se realizó en Copenhague (Dinamarca) entre el 9 y el 13 de marzo de 1982 bajo la organización de la Unión Internacional de Patinaje sobre Hielo (ISU) y la Unión Danesa de Patinaje sobre Hielo. 

## Resultados

### Masculino
| Puesto | Nombre          | País                | Puntos |
| ------ | --------------- | ------------------- | ------ |
| Oro    | Scott Hamilton  | Estados Unidos      |        |
| Plata  | Norbert Schramm | Alemania Occidental |        |
| Bronce | Brian Pockar    | Canadá              |        |

### Femenino
| Puesto | Nombre                    | País                          | Puntos |
| ------ | ------------------------- | ----------------------------- | ------ |
| Oro    | Elaine Zayak              | Estados Unidos                |        |
| Plata  | Katarina Witt             | República Democrática Alemana |        |
| Bronce | Claudia Kristofics-Binder | Austria                       |        |

### Parejas
| Puesto | Nombre                                | País                          | Puntos |
| ------ | ------------------------------------- | ----------------------------- | ------ |
| Oro    | Sabine Baeß / Tassilo Thierbach       | República Democrática Alemana |        |
| Plata  | Marina Pestova / Stanislav Leonovich  | Unión Soviética               |        |
| Bronce | Caitlin Carruthers / Peter Carruthers | Estados Unidos                |        |

### Danza en hielo
| Puesto | Nombre                              | País            | Puntos |
| ------ | ----------------------------------- | --------------- | ------ |
| Oro    | Jayne Torvill / Christopher Dean    | Reino Unido     |        |
| Plata  | Natalia Bestemianova / Andrei Bukin | Unión Soviética |        |
| Bronce | Irina Moiseyeva / Andrei Minenkov   | Unión Soviética |        |

## Medallero
| Núm. | País                          | Oro | Plata | Bronce | Total |
| ---- | ----------------------------- | --- | ----- | ------ | ----- |
| 1    | Estados Unidos                | 2   | 0     | 1      | 3     |
| 2    | República Democrática Alemana | 1   | 1     | 0      | 2     |
| 3    | Alemania Occidental           | 0   | 1     | 0      | 1     |
| 4    | Reino Unido                   | 1   | 0     | 0      | 1     |
| 5    | Unión Soviética               | 0   | 2     | 1      | 3     |
| 6    | Alemania Occidental           | 0   | 1     | 0      | 1     |
| 7    | Austria                       | 0   | 0     | 1      | 1     |
| 7    | Canadá                        | 0   | 0     | 1      | 1     |
|      | TOTAL                         | 4   | 4     | 4      | 12    |

| Predecesor: Estados Unidos 1981 | Campeonato Mundial de Patinaje Artístico sobre Hielo 1982 | Sucesor: Finlandia 1983 |

- Datos: Q1319056